# Vesperratte

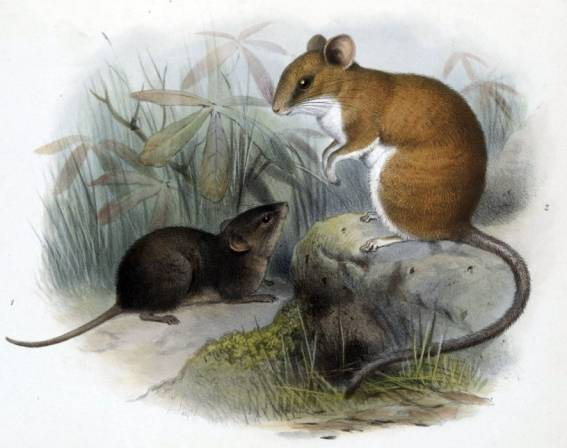
Historische Zeichnung Nyctomys sumichrasti (rechts)

Die Vesperratte (Nyctomys sumichrasti) ist eine in Mittelamerika lebende Nagetierart aus der Gruppe der Neuweltmäuse.

## Beschreibung
Vesperratten erreichen eine Kopfrumpflänge von 11 bis 13 Zentimeter, hinzu kommt der 9 bis 16 Zentimeter lange Schwanz. Ihr Gewicht beträgt rund 40 bis 60 Gramm. Das kurze, dichte Fell ist an der Oberseite zimtfarben oder bräunlich gefärbt, der Bauch und die Füße sind weiß. Die kleinen Ohren sind spärlich behaart, der Schwanz leicht buschig. Jedes Auge wird von einem dunklen Ring umgeben.

## Lebensweise
Die Tiere bauen Nester aus Zweigen und dürften ausschließlich nachtaktiv sein. Ihre Nahrung besteht aus Samen, Früchten und anderem Pflanzenmaterial. Nach 30 bis 38 Tagen Tragzeit bringt das Weibchen durchschnittlich zwei Jungtiere zur Welt. Beobachtungen zufolge trug ein Tier innerhalb von sieben Monaten fünf Würfe aus, die Fortpflanzung dürfte das ganze Jahr über erfolgen. Das Höchstalter eines Tieres in menschlicher Obhut betrug fünf Jahre.

## Vorkommen
Das Verbreitungsgebiet der Vesperratte erstreckt sich vom südlichen Mexiko bis Panama – allerdings fehlt die Art auf der Halbinsel Yucatán. Ihr Lebensraum sind Wälder, wo sie sich fast ausschließlich auf den Bäumen aufhält und kaum jemals auf den Boden kommt. Die Hinterfüße sind an diese Lebensweise angepasst. Die Tiere bauen Nester aus Zweigen und dürften ausschließlich nachtaktiv sein. Ihre Nahrung besteht aus Samen, Früchten und anderem Pflanzenmaterial.

## Gefährdung und Schutzstatus
Über den Gefährdungsgrad ist wenig bekannt. Die IUCN listet sie als nicht gefährdet.

## Ähnliche Arten
Die nächste Verwandte der Vesperratte ist die Yucatán-Vesperratte, ansonsten ist sie in der Systematik der Neuweltmäuse weitgehend isoliert. Sie wird in die Unterfamilie der Tylomyinae eingeordnet, was aber unsicher ist.